# AXBITES
AXBITES（アックスバイツ）は、日本のヘヴィメタルバンド。2003年に大阪で結成。2004年4月、徳間ジャパンコミュニケーションズ／Highways Recordsから1st.mini Album 『AXBITES』 でデビュー。

## メンバー
- YAMA-B （山口将宏 / Vo.＆G.）
- ANTON （前田英勝 / Ds.）
- TSUI （松井亮介 / B.）

### 旧メンバー
- 章太郎 （B.）
- IZO （G.）

## 来歴
2003年、Galneryus （2008年に脱退）の YAMA-B（Vo.＆G.） と POWERSQUAD の ANTON（Ds.） にて結成。
2003年9月、東京・目黒 THE LIVE STATIONにて初ライブを行う。
2004年4月、徳間ジャパンコミュニケーションズ／Highways Records より1st.mini Album 『AXBITES』 でメジャーデビュー。
2004年9月、プロ野球界が再編問題で揺れる中、日本プロ野球選手会と共に球団合併反対を唱え パシフィック・リーグ連盟歌 『白いボールのファンタジー』 をカヴァーしＣＤ化。
2006年6月、関西出身のアーティストたちが、自らリスペクトする関西テイスト溢れる楽曲をトリビュートしたオムニバスアルバム 『THEME FOR THE WILD WEST』（徳間ジャパンコミュニケーションズ）に 桑名正博 のカヴァー『セクシャルバイオレットNo.1』『月のあかり』で参加。
2007年2月、昨年よりサポートとして参加していた Galneryus（2006年に脱退） の TSUI（B.） が正式メンバーとして加入。
2008年9月、SaND PiPER の IZO（G.） が正式メンバーとして加入。
2010年3月、マキシシングル『血と魂と誇り』を発表。
2011年9月、IZO（G.） が脱退。
2011年10月より渡辺"NABE"恭章(ex.STRUSH)（G.） がサポートギタリストとして参加。

## ディスコグラフィー

### オリジナルアルバム
- 2004年　AXBITES

- 2010年　血と魂と誇り

### その他
- 2006年 THEME FOR THE WILD WEST（オムニバス）

　　- 桑名正博 のカヴァー『セクシャルバイオレットNo.1』『月のあかり』で参加。